# Block Party (album)
Albums de Psy 4 De La Rime
Enfants de la Lune
(2005)
Singles
1. Le son des bandits
Sortie : 2002
2. Block Party
Sortie : 2002
3. Au Taquet
Sortie : 2003
4. La vengeance aux deux visages
Sortie : 2003
5. Sale bête
Sortie : 2003

Block Party est le premier album studio du groupe de rap français Psy 4 De La Rime sorti le 19 mars 2002 sur le label 361 Records.

## Titre
Le titre "Block Party" fait références à des fêtes de rue animés par des DJs et des rappeurs ou MCs, prenant leur origine dans les ghettos Noirs américains, berceau de la culture hip-hop.

## Clips vidéo
- Le son des bandits (featuring Saleem)
- Block Party
- La vengeance aux deux visages
- Sale bête (Live)

## Liste des pistes
| 1.    | Voici                                                               | Alonzo Vincenzo Soprano                             | Sya Styles              | 3:11 |
| 2.    | Le son des bandits (featuring Saleem)                               | Alonzo Vincenzo Soprano                             | Sya Styles              | 4:56 |
| 3.    | Sale bête                                                           | Soprano Alonzo Vincenzo                             | Sya Styles              | 3:47 |
| 4.    | On naît, on vit, on meurt (featuring Mino, L'Algérino, Stone Black) | Soprano Mino Vincenzo Carré Rouge Alonzo L'Algérino | Soli                    | 5:06 |
| 5.    | Classic                                                             | Soprano Vincenzo Alonzo                             | Zenn & Baron            | 4:30 |
| 6.    | Terre promise                                                       | Soprano Alonzo Vincenzo                             | Soli                    | 4:02 |
| 7.    | Block Party                                                         | Alonzo Soprano Vincenzo                             | Olivier "Akos" Castelli | 3:41 |
| 8.    | L'enjeu                                                             | Vincenzo Alonzo                                     | Sya Styles              | 3:56 |
| 9.    | Repère les collabos                                                 | Soprano Alonzo Vincenzo                             | Soprano                 | 4:30 |
| 10.   | La vengeance aux 2 visages                                          | Alonzo Soprano                                      | Zenn & Baron            | 5:24 |
| 11.   | 2 sortie                                                            | Vincenzo Alonzo Soprano                             | Soprano                 | 3:22 |
| 12.   | À cœur ouvert                                                       | Soprano Alonzo                                      | Akhenaton               | 4:31 |
| 13.   | Tchao Tchao                                                         | Soprano Alonzo                                      | Sya Styles              | 4:35 |
| 14.   | Jamais j'oublierai - Shan (Piste Bonus)                             | Vincenzo Alonzo Soprano                             | Sya Styles              | 9:00 |
| 62:31 |                                                                     |                                                     |                         |      |

## Réédition
Une réédition de Block Party sort en 2005. Il reprend treize des quatorze titres présents sur la version originale (excepté On naît, on vit, on meurt), ainsi que quatre nouveaux titres inédits, à savoir Crime Psychologic, J'ai besoin d'ailes, Au taquet et J'ai écrit un album.
| 1.    | Voici                                                  | Alonzo Vincenzo Soprano | Sya Styles   | 3:11 |
| 2.    | Le son des bandits (featuring Saleem)                  | Alonzo Vincenzo Soprano | Sya Styles   | 4:56 |
| 3.    | Sale bête                                              | Soprano Alonzo Vincenzo | Sya Styles   | 3:47 |
| 4.    | Classic                                                | Soprano Alonzo Vincenzo | Zenn & Baron | 4:30 |
| 5.    | Terre promise                                          | Soprano Alonzo Vincenzo | Soli         | 4:02 |
| 6.    | Block Party                                            | Alonzo Vincenzo Soprano | Akos         | 3:41 |
| 7.    | L'enjeu                                                |                         | Sya Styles   | 3:56 |
| 8.    | Repère les collabos                                    |                         | Soprano      | 4:30 |
| 9.    | Crime Psychologic                                      | Alonzo                  | Tonyno       | 4:37 |
| 10.   | First Coronation (La vengeance aux deux visages remix) | Alonzo Soprano          | Zenn & Baron | 5:24 |
| 11.   | J'ai besoin d'ailes                                    | Soprano                 | Soprano      | 4:26 |
| 12.   | 2 sortie                                               | Vincenzo Soprano Alonzo | Soprano      | 3:22 |
| 13.   | À cœur ouvert                                          | Soprano Alonzo          | Akhenaton    | 4:31 |
| 14.   | Tchao Tchao                                            | Alonzo Soprano          | Sya Styles   | 4:35 |
| 15.   | Jamais j'oublierai                                     | Vincenzo Alonzo Soprano | Sya Styles   | 4:51 |
| 16.   | Au taquet                                              | Alonzo Vincenzo Soprano | Soprano      | 4:53 |
| 17.   | J'ai écrit un album                                    | Soprano Alonzo Vincenzo | Sya Styles   | 4:33 |
| 73:45 |                                                        |                         |              |      |

## Réception

### Accueil commercial
Au total, l'album se vendra à plus de 100 000 exemplaires. Il est alors certifié disque d'or.

### Classement hebdomadaire
| Classement    | Meilleure position |
| ------------- | ------------------ |
| France (SNEP) | 7                  |